# نقد ادبی فمینیستی
نقد ادبی فمینیستی نقد ادبی است که از آگاهی فمینیستی بهره گرفته باشد. این نوع نقد به دلیل غیبت ادبیات زنانه و خوار شمرده شدن نوشتار زنان در تاریخ می‌پردازد. نقد ادبی فمینیستی همان هدفِ مشترکِ همهٔ انواع تحقیقات فمینیستی را دنبال می‌کند و می‌کوشد نشان دهد که جامعهٔ مردسالار بر چه سازوکارهایی استوار است و چه سازوکارهایی از آن محافظت می‌کنند؛ و هدف نهاییِ آن دگرگون ساختنِ مناسبات اجتماعی است. هدف نقد فمینیستی اساساً «سیاسی» است. فمینیست‌ها به این دلیل از این کنشِ دگرگون‌کننده دفاع می‌کنند که معتقدند جامعهٔ مردسالار به نفع مردان عمل می‌کند و منافع مردان را برتر از دیگران قرار می‌دهد. نتیجهٔ منطقیِ چنین اعتقادی این تصور است که جامعهٔ مردسالار بر زنان ستم روا می‌دارد.
نقد فمینیستی در اروپا به ویژه با آغاز موج دوم فمینسم آغاز و گسترش یافته‌است و به سیر تکامل جریان نقد کمک کرده‌است.